# Eurydoxa
Eurydoxa is een geslacht van vlinders van de familie bladrollers (Tortricidae), uit de onderfamilie Tortricinae.

## Soorten
- E. advena Filipjev, 1930
- E. indigena Yasuda, 1978
- E. mesoclasta (Meyrick, 1908)
- E. rhodopa Diakonoff, 1950
- E. ussuriensis (Kurentsov, 1956)